# Řády, vyznamenání a medaile Belize
Systém státních vyznamenání Belize se řídí zákonem O národních vyznamenáních a cenách (National Honours and Awards Act) ze dne 16. srpna 1991. Kancléřem řádů je generální guvernér Belize, který odpovídá i za nová jmenování do řádů. Kromě kancléře řádu tvoří jeho radu šestičlenný poradní výbor. Dále se v Belize využívá i britský systém vyznamenání, zejména Řád svatého Michala a svatého Jiří a Řád britského impéria.

## Řády
V Belize existují tři řády, každý z nich je udílen v jediné třídě.
- Řád národního hrdiny
- Řád Belize
- Řád distinkce